# 太白山蒿
太白山蒿（学名：Artemisia taibaishanensis）为菊科蒿属的植物，是中国的特有植物。分布在中国大陆的陕西、四川等地，常生于林缘、高海拔地区的坡地、中或灌丛处，目前尚未由人工引种栽培。